# Sistemina

Estructura de la sistemina del tomàquet

La sistemina és una fitohormona polipèptida fitoreguladora que alliberen les plantes de la família solanàcia quan són atacades per herbívors o sofreixen un dany mecànic.
La principal funció de les sistemines és la de coordinar la resposta de defensa contra els insectes herbívors però també afecta el desenvolupament de les plantes. La sistemina indueix la producció d'inhibidors de la proteasa, altres pèptids activen la defensina i modifiquen el creixement de les arrels. També s'ha comprovat que afecten altres respostes de les plantes com és l'estrès per salinitat i la radiació ultraviolada.
El precursor de la sistemina és la prosistemina.
S'ha estudiat l'ús de la sistemina en la creació de plantes transgèniques que siguin resistents als insectes.